# چارلز نوری
چارلز ویلوبی موک نوری (انگلیسی: Willoughby Norrie, 1st Baron Norrie; ۲۶ سپتامبر ۱۸۹۳ – ۲۵ مهٔ ۱۹۷۷) نظامی و سیاست‌مدار اهل بریتانیا بود. وی همچنین برندهٔ جوایزی همچون صلیب نظامی شده‌است.